# 月に寄りそう乙女の作法
『月に寄りそう乙女の作法』（つきによりそうおとめのさほう）は、日本のアダルトゲームメーカーNavelより2012年10月26日に発売されたWindows用18禁恋愛アドベンチャーゲームである。2003年に設立されたNavelの10周年記念作品となる。略称は「つり乙」。萌えゲーアワード2013大賞受賞作品。
2013年7月26日には、続編『乙女理論とその周辺 -Ecole de Paris-』が発売された。2014年には『月に寄りそう乙女の作法2』が発売されている。
2015年11月26日には、主人公をフルボイス化したPlayStation Vita版『月に寄りそう乙女の作法 〜ひだまりの日々〜』がdramatic createから発売されて、PlayStation 4版では2017年10月26日に発売で初ブランドとなった
2022年6月17日には、アペンドディスクを同梱し、フルHDに対応したsteam版が発売された。

## 概要
Navelの第15作目であり、設立10周年記念作品である。オリジナル完全新作としては『SHUFFLE!』『Soul Link』『俺たちに翼はない』『世界征服彼女』に続く第5作目となる。
2012年7月6日、ニコニコ生放送内の『Navel公式：生放送「ねぶ生」』第7回でタイトル、原画、シナリオならびに一部ヒロイン画像が紹介された。そして7月10日発売の『コンプティーク』（角川書店）2012年8月号で、作品の詳細な情報が公開された。略称の「つり乙」は、前述の「ねぶ生」内で行われたアンケートで決定した。
本作品では、Navel設立メンバーの1人である鈴平ひろが、2009年の『SHUFFLE! Essence+』以来にNavel作品へ参加し、西又葵とのタッグを組んで原画を担当している。企画は真紀士による持ち込みであり、真紀士による大本のシナリオに、Navel所属のシナリオライターである王雀孫、東ノ助、森林彬がNavelらしさを付け加えていった。当初は鈴平単独作品の予定だったが、Navel設立10周年が重なったため、西又が後から参加することとなった。企画段階では服飾要素は全くなく、服飾の専門学校に通っていた東ノ助によって舞台が設定されている。他にも、企画段階では性欲旺盛な主人公のキャラクターについて、王がほぼ一新している。また、瑞穂と北斗は全然違う姓だったが、小ネタ好きという王によって変えられている。ルナルートとユーシェルートは東ノ助が、瑞穂ルートは森林がシナリオを書き、湊ルートについては東ノ助がプロットを書いた後に全員で均等に手を加えて完成させている。衣遠とりそなは初稿にはおらず、鈴平の発案で付け加えられた。
2012年10月26日にLimited Edition（『サウンドトラック プレタポルテ』付属）が、12月21日に修正パッチが適用されたStandard Edition（付属特典なし）が発売された。
2013年3月9日発売の『コンプティーク』2013年4月号で、続編『乙女理論とその周辺 -Ecole de Paris-』の制作が発表された。ヒロイン4人と結ばれなかったバッドエンド後の続編であり、パリを舞台としている。
また、『乙女理論とその周辺 -Ecole de Paris-』Limited Editionには特典として、『月に寄りそう乙女の作法』ではキャラクターボイスの無かった小倉朝日のフルボイス化と、各ヒロインとのアフターストーリーを追加するアペンドディスクが同梱されている。さらに、NavelのHPからは、アフターストーリーで朝日がフルボイス化される修正パッチが公開されている。アフターストーリー等の初回起動には、『つり乙』のディスクが必要である。アフターは、ルナルートとユーシェルートと衣遠ルートを東ノ助が、湊ルートと瑞穂ルートを森林彬がシナリオを書いている。『月に寄りそう乙女の作法 〜ひだまりの日々〜』のバッドエンドルートには『乙女理論とその周辺』に続く伏線となるワンシーンが追加されている。
『月に寄りそう乙女の作法』はマルチエンドであり、特定のルートを「正史」として示すことはないと、Navelは公表している。
2014年5月30日、シリーズ3作目であり、Navel初のナンバリングタイトルとなる『月に寄りそう乙女の作法2』の制作が発表された。『つり乙』の同一の世界観であり、ある程度未来の話となる。

## 作品
Navel作品では初となる女装ものであり、西又曰く「今の社内からは絶対出てこない企画」とのことである。鈴平の要望により、従来のNavel作品とは異なる塗り方となっている。
当初の企画ではもっとシリアスな作品であったが、Navelらしさを求め、『SHUFFLE!』風のポップさを3人のシナリオライターが盛り込んだ。そのため、ゲームのプロローグは重い雰囲気となっているが、以後は明るい作品となっている。
登場人物はいずれも銀行の名前がついている。かつて王が『それは舞い散る桜のように』でヒロインの名前を新幹線つながりにしたとき、取材で次は銀行の名前で作りますと適当に答えていたことを鈴平が覚えており、今回薦めたからである。
女装・お嬢様学園ものとして人気を博し、Getchu.comの月間げっちゅ投票「このゲームはプレイしとけ!」では、2012年10月作品の1位を獲得している。同じGetchu.comの美少女ゲーム大賞2012では、総合部門で5位、シナリオ部門で2位、グラフィック部門で4位、ミュージック部門で2位、そしてキャラクター部門で桜小路ルナが1位に選ばれた。
萌えゲーアワード2013では、2012年11月度の月間賞を受賞。そして、萌えゲーアワード2013大賞を受賞した。女装モノと主従モノとのいいとこ取りであり、グラフィック・シナリオ・音楽・演出といった細部までユーザーを乙女な気持ちにさせる配慮が行き届いていると高く評価された。
『ファミ通』2015年12月3日号にて『月に寄りそう乙女の作法 〜ひだまりの日々〜』のレビューが掲載された。4人のレビュアーがそれぞれ7, 8, 8, 6点をつけ、40点満点中29点を得た。男性主人公が女装をして服飾専門の女子校に通うという設定に関しては、少女の秘密の花園的日常を観察するのは同性愛的な感覚を味わえる、女装して女の園に紛れ込む設定は珍しくないが百合要素を含む所に新規性があると述べられた。シナリオに関しては、物語がテンポよく進む、個々の話の背景が重く最後まで飽きさせない、主人公とヒロインの関係性が魅力的に描かれているとの指摘があった。文体に関しては、主人公やヒロインたちの掛け合いがコミカルで面白い、文体が読みやすくすんなりと理解できる、多少癖が感じられるが文章は非常に読みやすいなどの意見があった。ゲームシステムに関しては、シーンジャンプや早送り・早戻しなど便利な機能がそろっているが、選択肢が少なめでインタラクティブ性が低いと述べられた。

## ストーリー
日本の財界を代表する大蔵家の一族の非嫡出子として生まれた大蔵遊星は、望まれぬ子供として冷遇されて海外で育ってきた。母違いの兄・衣遠によって日本に戻されたはいいが、目指していたファッションデザイナーの才能がないとの烙印を押され落胆。そこへ、憧れの存在であるジャン・ピエール・スタンレーが設立する「フィリア女学院」の開校を知り、妹・りそなの協力を得、女装して入学することを決意。りそなの友人であり、新年度よりお金持ちだらけの特別教室へ入学する桜小路ルナのメイドとして、登校することとなった。
ルナが住む「桜屋敷」には、スイスからの留学生ユルシュール＝フルール＝ジャンメール、旧華族の家柄である花之宮瑞穂、遊星が少年時代に出会っていた庶民派社長令嬢柳ヶ瀬湊が、それぞれのメイドとともに住むこととなり、フィリア女学院へ通うこととなった。遊星は男性であることがばれることなく、過ごすことができるだろうか。

## 登場人物
声はPC版 / PS Vita、PS4版の順。

### 主人公
小倉 朝日（こくら あさひ）／大蔵 遊星（おおくら ゆうせい）
声：月乃和留都 / 中村繪里子
身長：164cm
テーマ曲『おひさまの詩』
本編の主人公。性別と素性を偽り、桜小路ルナに仕えるメイド。
父親は大蔵家頭首の長男、母親はアイルランド人。非嫡出子であることから特に本妻に疎まれ、マンチェスターの屋敷の屋根裏部屋で、軟禁状態に近い扱いを受けて育った。家族内では禁忌として扱われ、母親からのみ愛情を受けて育ってきたが、妹のりそなと出逢ったことが本妻の不興を買い、母親と別れマンチェスターからフランスのボーヌにある別宅に移される。別宅では地下のワイン蔵の番人として下働き同然に扱われ、1年後の母親の死に目にさえ会うことが出来なかった。ボーヌ周辺を荒らし周っていた強盗団が別宅を襲った際に偶然訪れていたジャンと出会い、同じくその場にいた衣遠の手によって日本へ向かうこととなった。そこで服飾の勉強を受けるが、衣遠の期待を裏切る結果となって見放され、以後3年間、りそなの世話係をしていた。だが、服飾の夢を捨て切れず、ジャンが開校するフィリア女学院日本校で勉強するために性別を偽ることを決意する。
将来は大蔵家に仕えるという方針により、学校にも通わされず、あらゆる分野を家庭教師から徹底的に叩き込まれた。そのため学問や運動、家事など、何事にも高いスペックを持ち合わせており、桜屋敷やフィリア女学院でもその才能を遺憾なく発揮している。特に料理の腕は衣遠もやや認めるほどで、レパートリーも豊富。世界各地で暮らした事があるため、多くの言語を喋れるマルチリンガル。しかし、幼い頃から箱入り状態で外国暮らしが長かったため、他人と多少ずれた所がある。服飾の才能は衣遠に否定されており、実際にデザインに関しては優秀ではないものの、こと型紙や立体裁断に関しては、ルナやユルシュールから卒業後に自分の下で働かないかと誘われるほど秀でている。
スタンレーとの出会い時の影響から、その重い生い立ちからは考えられないほど前向きな性格。社交性や勤勉さも含め、ルナやその友人たち、桜屋敷のメイドたちからも受けが良い。ただ、自分の思考に没頭して周囲の声が聞こえなくなるときがあり、時々抜けたところもある。
顔立ちは母親譲りであり、さらに女声、華奢、撫肩、膨らんだ尻、喉仏が無いといった特徴から、女装をしても全く違和感がない。女装時はウィッグを付け、下着も女性物を着用し、胸にはパッドを詰めている。大蔵家の執事となるべく教育を受けていたため、言葉遣いや仕草などは気品に満ちており周囲も息を吐くほど。
なお、彼の母親はオープニングでの声だけの出演で、顔はおろか名前すら一切出てこない。しかし、顔立ちは朝日と瓜二つだったらしく、『月に寄りそう乙女の作法2』によれば、「アトレ」に似た響きの名前だったという。
名前の由来はあさひ銀行より。

### メインヒロイン
桜小路 ルナ（さくらこうじ ルナ）
声：卯衣 / 大橋歩夕
身長：145cm 3サイズ：72/49/74
テーマ曲『月見桜』
東京都出身。朝日がメイドとして仕える主人。フィリア女学院1年生。
凋落した名門・桜小路家の末女（兄・姉が一人ずつ）。生まれたときから白銀の髪、緋色の瞳、透けるような白肌である。そのため直射日光に弱く、外を歩くときは日傘等が欠かせない（作中では特に言及されていないが、これらの特徴からアルビノと思われる）。先天性のその容姿から父親や一族に疎まれ、小さいころは軟禁状態に近い扱いを受けていた。現在は実家とほぼ絶縁し、港区にある桜屋敷に一人暮らしをしている。桜屋敷はもともと桜小路家の別荘であったが、没落して手放すところを相場より高い言い値で買い取った経緯がある。
常に冷静沈着で、才能が豊かな自信家。桜小路家の教育によりあえて偉そうにふるまい、とげのある喋りをしている。しかし威張り散らすわけでもなく、優しい心を持っており、その本質を知る人々からは慕われている。ただしサドっ気が強く、可愛い相手を虐めることが好きであり、朝日やユルシュールは時々酷い目に遭っている。が、そうした性質を出すほどインスピレーションが沸く。性格が衣遠と似通った部分があるため、りそなから「上の兄（衣遠）の女版」とまで言われた事がある。一方、その衣遠からは「ここまで性根の悪い女は世界中探してもそうはいない」と言われている。
株に手を出して大当たりし、その資金を元手に起業し、開発したソーシャルアプリケーションも大成功となった実業家。その資産は、桜小路家当主である父のものを遥かに上回るまでになった。会社を部下に任せ、やりたかったデザインの勉強をするためにフィリア女学院に入学する。朝日はそのお付きのメイドとして採用した。
デザインに関して天才的なセンスを持ち、何事にも厳しい衣遠も認めるほどだが、型紙や立体裁断は苦手なため朝日に任せている。また、その才能に奢ることなく努力を続けており、その才覚は日々伸び続けている。
名前の由来はさくら銀行より。
柳ヶ瀬 湊（やながせ みなと）
声：森谷実園 / 吉田真弓
身長：154cm 3サイズ：87/57/84
テーマ曲『それ行けレベル1お嬢様』
滋賀県出身。遊星の幼馴染みで、二人きりの時は「ゆうちょ」と呼んでいる。フィリア女学院1年生。りそなからは「ミナトン」と呼ばれている。
小学三年の時、ホームステイした大蔵家で、たまたま日本にいた遊星やりそなと出会う。彼女の父はあわよくば大蔵家へ嫁がせるきっかけにしたいと考えていたが、大蔵家はまるっきり無視していた。幼少期はプロレス技を男子にかけるなど男勝りで、ある日、木から落ちるところを遊星に助けられて好きになり、その初恋を今もずっと抱き続けている。恋心を自覚してからは女性らしくなることを目指し、努力を重ねてきた。フィリア女学院へ入学したのも、遊星がデザイナーを目指していることを知っていたため。服飾に関しては粗削りだが、小物（装飾品等）関連に秀でている。店舗の内装デザインにも才能を見せており、衣遠からも使えなくもない程度の評価を得ている。
明るくポジティブだが、やや大雑把な性格。人と接することが苦手なルナにも積極的に声を掛け、友人付き合いをしてきた。周りを明るくする才能の持ち主であり、桜屋敷のムードメーカーである。
とある出来事からヒロインの中では唯一朝日の素性を知ることとなり、協力することとなる。
実家は一代で急成長した運送会社で、いわゆる成り上がりであり、考え方や行動は庶民派。そのため、上流階級の周囲からは卑俗すぎると笑われてきた。
名前の由来はみなと銀行より。
ユルシュール＝フルール＝ジャンメール (Ursule=Fleur=Jeanmaire)
声：五行なずな / 小野涼子
身長：157cm 3サイズ：88/55/80
テーマ曲『ですわポルテ』
スイス・ジュネーブ出身の留学生。フィリア女学院1年生。愛称はユーシェ。
ヨーロッパでも屈指の旧貴族・ジャンメール家の娘であり、そのことに誇りを持っているが、その誇りは間違った方向に拡大解釈している。自尊心が強く、我が儘かつ負けず嫌いであるが、何度騙されても信じてしまう素直さや、他人の才能を認める度量も持ち合わせている。ツンデレ属性有り。
家同士に古くから交流があるため、ルナとは幼い頃からの友人である。本人はルナのライバルを自称し、張り合うのだが、負け続けている。また日常会話でもルナに言い様に弄ばれ、悔しがることも多々。ただその高慢な口調は、構ってもらいたいという願望の裏返しであることは周囲にバレバレである。デザインの腕では決して劣っているというわけはないのだが、その時の感情が作品の出来に顕著に反映されるタイプ。現在の腕も寝る間も惜しむほどの努力によって身につけたものであり、努力型の天才。
「郷に入っては郷に従え」というジャンメール家の考えに基づき、日本滞在中は日本語で話すことを基本としている。日本語は堪能で、とっさの悲鳴も日本語が出るほどだが、笑い方は「オーホッホ」、語尾の最後に「ですわ」「ですの」を付けるなど、所々で間違った使い方をしている。そのほとんどはルナやサーシャに嘘を教えられた結果であり、飼い犬の名前も「モトカレ」である。
名前の由来はUFJ銀行より。
花之宮 瑞穂（はなのみや みずほ）
声：星咲イリア / 咲乃藍里
身長：160cm 3サイズ：90/58/89
テーマ曲『いとこの好きな口笛なんです』
京都府出身。旧華族で八百年の歴史を持つ花之宮家の分家の箱入り娘。フィリア女学院1年生。
実家は日本舞踊の宗家であるが、もともとは江戸時代から続く呉服屋だった。幼少から華道や茶道、書道、弓道などを嗜んでいる。きもの創造コンクール・ジュニアの部で文部科学大臣賞を受賞するなど、和裁の方面では将来有望なデザイナーとして名前を知られている。桜小路家と花之宮家は旧華族の縁でつながっており、ルナとは幼いころからの友人付き合いである。
温厚な性格だが芯は強く、やや天然なところがある。大のアイドル好き。地元の土地を一歩も出たことがないほどの箱入り娘であり、幼い頃に周囲の男子に（好意の裏返しで）悪戯されてきたことなどが積もり積もって大の男嫌いになってしまった。現在では男性が近づいただけで脅えて喋ることができなくなる。
初めての出会いから朝日のことを気に入り、身分を超えた友人として付き合いたいと迫ってくる。
『世界征服彼女』には同姓のヒロイン、花之宮亜子・良子姉妹が登場するが、関係は不明。アフターストーリー「花咲く乙女の恋いろは」には、本家の従姉「あっちゃん」が登場する（立ち絵は無し）。
名前の由来はみずほ銀行より。

### サブキャラクター
山吹 八千代（やまぶき やちよ）
声：松田理沙 / 力丸乃りこ
身長：165cm 3サイズ：86/57/88
桜屋敷のメイド長兼フィリア女学院臨時講師。年齢は20歳代。年齢に関する話題に敏感であり、その手の話題になると「まだ20代です」と抗議する。
その落ち着いた性格と几帳面さから、桜屋敷のメイドを束ねている。学生卒業後、家庭の経済事情から桜小路家のメイドとして務め、後にルナの担当となった経緯があり、彼女を妹のように可愛がっていて信頼も厚い。ルナのことを第一に考えているため、ルナへの不利益な事柄については暴走しそうになることもある。朝日のことは第一印象こそ良くなかったものの、几帳面で丁寧な仕事ぶりから評価している。
ベルギーでの留学時代はスタンレーや衣遠と同級生で、その才能を周囲に認められていた。フィリア女学院に講師として招かれたのも、その縁からである。デザインにおけるルナの教師であり、桜屋敷のメイド服もデザインした。衣遠とは公私の区別を付けており、学院内では「大蔵学院長」と呼んでいるが、外では軽口を叩ける数少ない人物である。男性としては「絶対にありえない」と完全否定している。学生の頃から生真面目で融通の利かない性格だったが、酒の席などでは色々恥ずかしい失態をおかしており、衣遠にそれを持ち出されると普段の態度からは考えられないほど取り乱す。
名波 七愛（ななみ なない）
声：丹下葉子 / 志村由美
身長：152cm 3サイズ：92/59/90
柳ヶ瀬湊のメイド。元々は湊の同級生だったが、一家が離散して行くところがなくなったとき、湊に救われてメイドとなった。そのため湊に心酔し、それはすでに間違った愛情の域に達している。
湊へ近づく人物については敵意を隠さず、特に湊の初恋の相手である遊星については殺意を抱くほど。また湊と仲の良い朝日に対しても殺意を抱いている。
性格は暗く、時々小さな声で恨み言を湊に聞こえない程度でつぶやき、相手（多くは朝日）を脅えさせる（この時のセリフは早口かつ文字が小さく表示されるため何を言っているか分からないが、バックログで確認する事が出来る）。逆に湊と七愛を二人きりにする行為や言動をした相手については露骨な好意を示す。文学少女で、好きな作家は三島由紀夫。ときおり、小説の内容を引用した台詞回しをする。
サーシャ＝ビュケ＝ジャヌカン (Sacha=Bucquet=Janequin)
声：月代綾人 / 三宅淳一
身長：178cm
ユルシュールのメイド。フランス人。見かけは女性だが、実際は男性。ただし、本国の裁判で戸籍の変更が認められたため、戸籍は女性である。そのため朝日の正体には早々に気付くものの、あえて黙っていた。
究極のナルシシストであり、自らの美が最高と広言している。女装している理由は、女性服が美しいと思っているからである。ただし、本人が美しいと思えば男性服も普通に着る。美に関するワードに対して弱い。メイドとしては優秀であるが、主人であるユルシュールをからかったりすることも多い。日本語も堪能だが、ところどころで「美」と言い換えて喋ったり、おかしな表現を使ったりすることがある。
元デザイナーで、スタンレーと共に開業当初の会社を支える『伝説の7人』と呼ばれた集団の一人。幼馴染であるスタンレーに愛情を抱いていたが、衣遠が現れてからスタンレーとの時間が取れなくなり、仕事が疎かになった事を衣遠に指摘されスタンレーの下を去った。その頃から自分よりスタンレーの事をわかっているという理由で衣遠を嫌っている。
特技はフェンシング。武器としてレイピアを所有し、北斗とのバトルは毎度のことで、他の人からは環境音として認識されている。
杉村 北斗（すぎむら ほくと）
声：民安ともえ / たみやすともえ
身長：172cm 3サイズ：82/58/82
瑞穂のメイド。執事服を着ているが、女性。執事服を着ている理由は、瑞穂に少しでも男性に慣れてほしいという主人からの命令による。
杉村家は代々花之宮家に従事しており、北斗も瑞穂に忠誠を誓っている。そのため瑞穂の命令については絶対であり、瑞穂の敵については容赦しない。嘘をつく者も嫌っており実力行使も辞さない。
かつては自分捜しのために渡米し、嘘をつかない部族であるブラックホーク族と大自然の中で暮らしていた時期がある。そのため、部族と同じ奇声や雄叫びをあげるときがある。奇怪に感じた周りから指摘されると態度を改めるが、気分が高揚してしまうと自制が効かない時がある。武器は修業時代にもらったトマホーク。服飾業経験者ではあるようだが、具体的にどの程度の腕前なのかははっきりと描かれていない。
「従姉」は、『世界征服彼女』に出てくるアルメンドラ（杉村近衛）とプロフィールが一致している。アフターストーリー「花咲く乙女の恋いろは」では、本家の従姉「あっちゃん」のお付き「このちゃん」が名前だけ出てくる。
大蔵 里想奈（おおくら りそな）
声：咲野かなで / 又吉愛
身長：149cm 3サイズ：85/56/81
遊星の一つ年下の異母妹（衣遠とは実兄妹）。ゲームや雑誌媒体では、ほとんどが平仮名のりそな表記である。遊星との会話では、一人称が「妹」、遊星を「（下の）兄」、衣遠を「上の兄」と呼ぶ。
表向きはお淑やかなお嬢様であるが、実際は大雑把で、遊星と二人きりの時はだらけることも多い。人付き合いが苦手であり、周囲の影響で斜めに物事を見るようになっている。遊星は「出会った頃は無邪気で天使みたいな女の子だった」と評しているが、本人曰くここまで歪んだ性格になったのは家庭環境に原因があるとのこと。対人恐怖症であり、学校にはほとんど通っていない。
小さい頃、遊びに来ていたマンチェスターの別荘で苛められていたところを遊星に助けられ、恋心を抱く。実際の兄妹であることを知ってからも重度のブラコンであることを自認しており、大蔵家では遊星の唯一の味方かつ理解者である。ただし遊星に対しては毒舌な口調も多い。逆に実兄・衣遠は畏れの対象である。兄への想いから服飾を勉強しており、来年度はフィリア女学院を通常枠で受験予定。
趣味はネット徘徊。時には一日中部屋にこもり、パソコンに向かっている。ルナとはオンラインゲームで知り合った友人であり、ルナちょむというあだ名を付けている。遊星を女装させ、メイドとしてルナに紹介したのはりそなである。
続編『乙女理論とその周辺 -Ecole de Paris-』ではメインヒロインに昇格した。
大蔵 衣遠（おおくら いおん）
声：鳩万軍曹 / 川原慶久
身長：180cm
テーマ曲『愛を拒み覇道をゆく天才のテーマ』
遊星の10歳上の異母兄。大蔵家の次期当主候補の一人であり、世界に名を馳せる天才ファッションデザイナーであり、大蔵グループのアパレル企業の事業主として辣腕をふるっている。一族内でもかなりの力を持ち、父親よりも強い権力を有している。スタンレーの友人で、フィリア女学院の出資者の一人かつ学院長代理。学院長としての仕事も本業の傍らやっており、提出物には残らず目を通すなどしている。
大蔵家の排他的な家風を体現する厳格な性格の持ち主。冷酷な実力主義者であり、目的のためには手段を選ばない。学園長代理として優秀な者には最高の環境での授業を、そうでない者には最低限の授業を施すことを理念に於いている。結果を残した者には敬意を払った態度を示すが、そうでない者には暴言と遜色ない罵倒を浴びせ否定する。また優秀であっても、自らの思い通りにならない者に対しては厳しく、気弱な者に対しても容赦がない。恫喝、権謀はお手の物で、その冷酷かつ苛烈な性格は、遊星とりそなに強烈な畏怖の感情を植え付けている。昔は更に横柄だったらしく、対等な立場の知り合いからはスタンレー等一部を除いて大半毛嫌いされている。
遊星には大蔵の血が流れているからと才能に期待していたが、満足できる結果を残さなかったため失望している。ただし、これは衣遠の教育方針に問題があったためであり、遊星に別の才能を見出してからは態度を翻してブラコンの気を見せている。
スタンレーや遊星、りそなといった近しい者と食事に行く際は最高級のトンカツの店に行く事が多い。
ルナルートで行ったデザイン盗用に付いては遊星を追い詰める為の策だったとはいえ、流石に本人も一デザイナーとして恥ずべきところがあったのか、その後はデザイナーから一線を退いている。
ジャン・ピエール・スタンレー
声：嶋崎比呂/成瀬誠
世界的に有名な若手デザイナー。フィリア女学院の創立者で、パリの本校の他にローマ、ニューヨークに分校がある。遊星の憧れのデザイナーかつ友人であり、衣遠の親友でもある。デザイナーとしての腕は確かだが、締め切りが近くなると仕事を放り出してどこか他国へ行ってしまう悪癖がある。そういった事を繰り返したため行った事のない国を探すのが目下の悩み。衣遠曰く、ジャンが一針でも手を加えた作品には「魂」のようなものが吹き込まれた作品になると言う。
女性デザイナーを育てる事を名目とし、東京の一等地にフィリア女学院の分校を設立。設立にあたり様々な名目で資金を集めたが、その一環としてお嬢様だけが入れる「特別クラス」を編成した。
本人は忙しく一か所に留まる事は出来ないので、好きにしていいという条件のもと、日本校の理事長と権限を衣遠に任せた（そもそも日本校の設立自体が衣遠の要望でスタンレーは作る気はなかった）。大雑把過ぎる性格で衣遠に時折窘められる事もあるが、本人は気にしていない。
入学式の時点で、遊星が女装して学院に通っている事に気付いていた。本人は面白いからと、衣遠にすら黙っていた（ただし、衣遠も衣遠で早々に気づいていた）。
樅山 紅葉（もみやま もみじ）
声：三代眞子
身長：145cm 3サイズ：83/55/84
朝日の後に、桜小路家に入ったメイド。愛称もみもみ。広島県生まれ。桜小路ルナAFTER STORYで初登場。
父親は、桜小路家が出資する縫製工場を経営している。以前より父親の仕事を手伝っており、将来も父親の仕事を手伝う予定。朝日の代わりにルナの付き人としてフィリア女学院日本校に通う。家事の方はまるでダメ。八十島壱与と2人で朝日1人分と言われている。
八十島 壱与（やそしま いよ）
声：ビッグバン平太
身長：192cm 3サイズ：118/92/110
朝日の後に、桜小路家に入ったメイド。愛称いよいよ。桜小路ルナAFTER STORYで初登場。ボディビルダーとまがうほどの体格だが、れっきとした女姓。
家事に関しては非常に優秀。朝日の代わりに料理等の身の回りの世話を担当する。学生の頃はウエイトリフティング部の部長で、ボディビル学生選手権全国優勝の経験がある。優勝当日、思い人に告白するもフラれ、それ以後、女性らしさを身に着けるため家事の勉強を続けている。料理の腕は朝日でさえ感心するほど。樅山紅葉と2人で朝日1人分と言われている。
その後、衣遠に一目惚れして退職騒動にまで発展した為、場を設けてもらって告白したがまたもあっさりフラれた。
『世界征服彼女』に登場する八十島虎鮫との関連は不明。
鍋島 直子（なべしま なおこ）
桜屋敷で働いているメイド。八千代と朝日の同僚。勤務年数は八千代に続いて長く、八千代が不在の時は代理メイド長を務める。朝日の事を可愛がっており、朝日が男と知っても良くしてくれている。AFTER STORYでも登場するが顔だけは登場したものの立ち絵は存在せず、声だけの出演となっている。
百武（ひゃくたけ）
八千代と朝日の同僚。朝日の事を可愛がっており、朝日が男と知っても良くしてくれている。AFTER STORYでも登場するが顔だけは登場したものの立ち絵は存在せず、声だけの出演となっている。

## スタッフ
- 制作：Navel
- 原画：
  - 鈴平ひろ（朝日、ルナ、ユーシェ、りそな、衣遠）
  - 西又葵（湊、瑞穂、北斗、サーシャ、紅葉）
- サブ原画：羽純りお（八千代、七愛）
- 脚本：真紀士、王雀孫、東ノ助、森林彬
- CG彩色監修：斉藤陽子
- CG：斉藤陽子、たけぽん、真希、ゆう、依織、まぐぅ
- 背景美術：コタロー、灯色
- システムグラフィック：まぐぅ
- インターフェースプログラム・タイトルアニメーション：Ko-Ta

## 主題歌
オープニングテーマ「DESIRE」
作詞：西又葵 / 作曲：アッチョリケ / 編曲：鈴木マサキ / 歌：美郷あき
挿入歌「SHINY MOON」
作詞：西又葵 / 作曲：アッチョリケ / 編曲：藤田宜久 / 歌：橋本みゆき
エンディングテーマ「泣き虫Baby・弱虫Baby」　
作詞：西又葵 / 作曲：アッチョリケ / 編曲：酒井陽一 / 歌：佐咲紗花

## アフターストーリー
『乙女理論とその周辺 -Ecole de Paris-』Limited Editionの特典であるアペンドディスクをインストールすることで、本編のメニュー画面にアフターストーリーが追加される。プレイ前に乙女理論とその周辺のネタバレに対する警告劇場が挿入される。しかし、紅葉と壱与がルナAFTERに登場する程度で、乙りろをプレイせずとも入れる内容になっている。
桜小路ルナAFTER STORY「桜小路ルナ、サクラサクまでの三ヶ月の記録」
ルナは婚約者・遊星と友人に囲まれる楽しい日々が続いていた。受験を間近に控えた小姑・りそなは桜屋敷に入り浸り、その兄・衣遠までもが時々桜屋敷を訪れることはあるものの、平穏な毎日を過ごしていた。そこへ実家から、観桜会の案内が届く。毎年欠席していたが、大蔵家の一族である婚約者を家族へ紹介するべく、今年は参加に丸を付けた。
柳ヶ瀬湊AFTER STORY「原宿メイドストーリー」
朝日と湊は、大阪・日本橋に本店があるメイド喫茶ジュエリーティアーズの実績を買われ、1月より新規オープンする原宿店の店長と副店長となった。七愛や他三人のメイド店員も人気を得、評判は上々。ルナたち友人も時々訪れ、楽しい日々が続いていた。しかし、メイド喫茶が入っているビルの所有者がOKURAコーポレーションに変わり、衣遠が視察へ来ることとなった。
ユルシュールAFTER STORY「恋と情熱のオホホ」
ユーシェは気力の欠けた毎日が続いていた。コンテストには落ち続け、アイディアは湧いてこず、恋人である遊星といちゃつきたいのに全然求めてこない。
花之宮瑞穂AFTER STORY「花咲く乙女の恋いろは」
男嫌いの瑞穂に恋人ができたことを両親は喜び、正月には実家へ連れてくるよう言ってきたため、遊星は瑞穂とともに京都の花之宮家を訪問する。両親からの評判は良かったが、花之宮家の本家から来た従姉は、遊星が花之宮家に相応しいかどうか査定するため、弓道で的に当てることを認める条件とした。
「衣遠兄様の華麗なる一日」
朝、衣遠を起こしたのは妹の朝日だった。身体を調べても女性であることに驚き、さらに朝日やりそなと同居していることにも驚く衣遠。やがてここは別世界であると認識したが、共学であるフィリア女学院の男子生徒から非常に人気があることを知った衣遠は思わず朝日を問い詰めてしまう。しかし朝日が好きなのは、実の兄である衣遠であった。
元々は2013年4月1日のエイプリルフール企画としてYouTube上で公開されたものであり、アフターストーリーにはゲーム形式で収録された。

## 関連商品
『月に寄りそう乙女の作法 COMPLETE SOUNDTRACK』
Navelより2012年12月発売。主題歌3曲のフルバージョン、劇中BGMなどを収録。ジャケットは朝日とルナ。Navelから通信販売で購入可能。
『月に寄りそう乙女の作法 オフィシャル・ビジュアルファンブック』
Navelより2013年12月発売。キャラクター及びイベント紹介、販促イラスト、スタッフインタビューなどを収録。表紙は朝日とルナ。Navelから通信販売で購入可能。